# Jean Gourmelin
Pour les articles homonymes, voir Gourmelin.
Jean Gourmelin, né le 23 novembre 1920 à Paris et mort à Meudon le 9 octobre 2011,, est un dessinateur de l'idée, de l'absurde et du fantastique, évoquant un univers personnel unique et fort, d'influence surréaliste.
Son dessin s'exprime le plus souvent à l'aide de la plume et de l'encre mais il pratiqua également la gravure, la peinture et la sculpture. Il a développé au fil de son art des thèmes métaphysiques tels que le hasard, l'espace et le temps.

## Biographie
Il est né à Paris, rue de Tilsitt, près de la place de l’Étoile. Ses parents, d'origine modeste, l'un Breton, l'autre Franc-comtoise, étaient employés de maison dans une famille de riches israélites qui possédaient un hôtel particulier dans ce quartier. Il y fréquenta l'école de la rue Saint-Ferdinand, où il fut très tôt remarqué par son professeur de dessin Robert Lesbounit.
À l'âge de 14 ans, il dut quitter Paris pour la province, ses parents ayant repris un commerce à Vendôme (Loir-et-Cher). Il y suivit les cours du lycée Ronsard, surtout ceux de dessins où il fit des études de plâtres. Il y fit des rencontres importantes pour sa carrière, particulièrement celle du peintre Charles Portel qui l'initia à la peinture, à l'art du pochoir, du papier-peint, et à la gravure. Ces années marquèrent également le début d'une amitié avec le futur critique d'art Henry Galy-Carles et le graveur Roland Brudieux en compagnie desquels il découvrit le Surréalisme.
À 17 ans, il s'inscrit à l'École Supérieure des Arts Décoratifs et fréquente l'académie libre de la Grande-Chaumière, où il suit les cours d'Othon Friesz et de Brianchon, et apprend à dessiner d'après les nus.
Il exécute ensuite des papiers-peints pour la Maison Nobilis où il collabore à une “restauration” de la toile de Jouy, ce qui lui valut déjà une certaine notoriété (avec La fête chez Thérèse en particulier).
Pendant la guerre, il fait des aller-retour entre Paris et Vendôme. En 1943, il doit rentrer comme dessinateur industriel dans une usine de produits métallurgiques vendômoise pour échapper au S.T.O..En 1945, il divorce d'un premier mariage au bout de 6 mois. À cette époque, il exécute des peintures sur chevalet, notamment des natures mortes et des paysages et des portraits pour des personnages de la bourgeoisie vendômoise.
En 1951, ses premiers dessins paraissent dans la revue Caractères dirigée par Maximilien Vox.
De 1951 à 1969, il collabore, comme son cousin Claude Serre (1938-1998), avec le maître verrier Max Ingrand (1908-1969), pour le compte duquel il réalise de très nombreux vitraux (chapelle des châteaux de Blois et d'Amboise, cathédrale de Rouen et de Saint-Malo notamment).
En 1952, il épouse sa seconde femme avec qui il vivra jusqu'à la fin de sa vie et dont il aura deux enfants. En 1957, le couple s'installe à Meudon.
En 1961, il fait à Paris une rencontre déterminante : celle de l'écrivain de science-fiction, historien du dessin, Jacques Sternberg (1923-2006) qui le détermine à privilégier “l'idée “ à la forme et le présente à Louis Pauwels (1920-1997), fondateur de la revue Planète. Celui-ci le publie ainsi que dans les Anthologies du même nom.
En 1967 a lieu sa première exposition personnelle à la galerie Le Tournesol à Paris. L'année d'après, il abandonne le vitrail pour vivre du dessin. Il collabore à la chronique de Jacques Sternberg de France Soir qui tire alors à un million d'exemplaires. Il publie son premier album dans la collection Chefs-d'œuvre du dessin chez Planète.
À partir de 1971, il participe à l'émission télévisée de Jean Frapat du "Tac au Tac" en compagnie de Cardon, Gébé, Fred, Serre, Soulas, Jean Claude Forest et Desclozeaux.
En 1973, il entre au Point. Commence alors une collaboration de 14 ans pour la rubrique société de ce magazine.
C'est l'époque des grandes expositions en France et hors des frontières. Il dessine pour des albums personnels tels Instants d'espace  et à la Mémoire de l'humanité. Le Figaro lui demande des dessins pour ses pages économiques où il montre toute l'absurdité de l'économie.
Il commence à faire entrer la couleur dans ses dessins. Celle-ci s'étant imposée, il réalise des séries d' aquarelles de grands formats.
L'esprit de ses dessins se transforme. De l'humour noir et de l’absurde, on passe à une forme de philosophie et de recherche métaphysique.
En 2000, à la suite d'une maladie dégénérescente des yeux, il cesse de dessiner. Après plusieurs AVC, il doit être hospitalisé fin 2008. Il meurt en 2011 dans une maison de repos de Meudon.

## Œuvre
- Dès 1949, il exécute une affiche pour une exposition du cent cinquantième anniversaire de Balzac à Vendôme.
- En 1950, il réalise une fresque murale au « Modern Hôtel » à l'Ile-Tudy située dans le Finistère. Cette fresque aujourd'hui disparue a été reconstituée au 1/6e (huile sur toile)[5]. Voir également le bulletin municipal de l'île Tudy de juillet 2022.
- En 1962, son premier dessin d'humour paraît dans la revue Bizarre. Il publie dans de nombreux journaux tels que Pilote, Elle, Le Figaro, Les Lettres Françaises, Hara-Kiri (mensuel), Le Matin de Paris et Pardon en Allemagne[6].
- En 1969, il confectionne les costumes et les décors pour Le Golem (téléfilm) et en 1971 ceux pour L'Homme qui rit (3 épisodes pour l'ORTF).
- En 1970, la galerie Jacques Casanova lui demande de réaliser des dessins pour une série originale d'assiettes.
- 1975 : décors et costumes du film La Grande Trouille de Pierre Grunstein, réalisation du générique d'une émission de Brigitte Bardot Au pied du mur, débat télévisé produit par Jean Nainchrik. et couverture pour le disque de Pierre Bachelet L'Atlantique.
- 1977 : décors pour un Grand échiquier, émission de Jacques Chancel, avec Bernard Haller.
- 1981, il réalise une série de huit dessins pour une émission de Daniel Leconte (Le Racisme).
- 1995 : série de dessins pour illustrer Patricia Highsmith dans Un siècle d'écrivains de Bernard Rapp.
- Il réalise de nombreuses affiches notamment pour Robert Hossein : Pas d'orchidée pour Miss Blandish adapté par Frédéric Dard, Notre-Dame de Paris, Les Misérables, Carmen ; pour Marcel Maréchal, Les Trois Mousquetaires ; pour le TBB dirigé par Jean-Pierre Grenier, Les Hauts de Hurlevent (Robert Hossein encore) et Caligula d'Albert Camus avec Rufus ; pour la pièce de Jacques Sternberg Une soirée pas comme une autre jouée à l'Odéon.
- Dessinateur de presse, il est journaliste au magazine Le Point pendant 14 ans mais ses participations à d'autres titres sont nombreuses : Planète, Bizarre, Zoom, Hara-Kiri, Plexus, Charlie Mensuel, Pilote, Elle, Le Monde, Le Figaro, Connaissance des Arts, France-Soir…

### Affiches de cinéma
- 1974 : Les Suspects, de Michel Wyn

### Recueils de dessins
- Gourmelin, éditions Planète, 1968
- Un souvenir d'enfance d'Évariste Galois, en collaboration avec Pierre Berloquin, 1974 et réédité en 2008 chez Vuibert
- Pour tuer le temps, Éditions Balland, Paris, 1972
- Le Hasard, éditions Balland, 1975
- Tous des enfants, en collaboration avec Jacques Forget, 1981
- Instants d'espace, éditions du Cherche-Midi, 1989
- A la Mémoire de l'Humanité, éditions du Cherche-Midi, 1993

### Illustrations
- Arthur Rimbaud, Anatole France (Le Petit Pierre), Gaston Leroux, Maupassant, Jacques Sternberg, Victor Hugo, Claude Klotz (Les Innommables), Julien Green, Daniel Defoe, Gustav Meyrink (Le Golem), Henry Galy-Carles (Le cri de la Méduse). Sa noirceur atteint des sommets dans l'illustration qu'il a faite des textes de H.P. Lovecraft, dans le recueil de nouvelles Dans l'abîme du temps et La couleur tombée du ciel.
- Couvertures pour : La Nausée de Sartre, La Métamorphose de Kafka, 1984 de George Orwell, Le Matin des magiciens de Jacques Berger et Louis Pauwels.

## Expositions
- 1967 : première exposition personnelle à la galerie Le Tournesol à Paris.
- 1969 : exposition personnelle à la galerie Christiane Colin à Paris.
- 1971 : il participe à une exposition collective L'Humour à travers les âges à la Bibliothèque nationale de France.
- 1972 : deuxième exposition à la galerie Christiane Colin à Paris.
- En 1975, la galerie La Galère à Paris lui consacre une exposition personnelle.
- 1978, il participe à une exposition collective au Palais des Beaux-Arts de Bruxelles.
- En 1979 : trois expositions personnelles ont lieu à la Maison de la Culture de Créteil, à la galerie Rivolta de Lausanne et au Palais des Beaux-Arts de Bruxelles.
- 1980 : exposition itinérante dans les centres culturels d'Orléans et Mâcon.
- En 1981, il participe à une exposition collective à Taïwan.
- 1982 : au même endroit une exposition personnelle est réalisée (Taipeï).
- 1983 : exposition personnelle à la galerie Pierre Lescot à Paris.
- 1989 : exposition personnelle au Centre culturel de Meudon.
- 1993 : exposition collective Traits d'impertinence au Centre Pompidou.
- 1996, il participe à une exposition collective de dessinateurs d'humour à la Galerie Pierre Belfond rue Guénégaud à Paris.
- 1998 : deuxième exposition personnelle au Centre culturel de Meudon.
- 2003 : présentation rétrospective de son œuvre à Corbeil-Essonne.
- 2004 : le Musée de Meudon lui consacre une exposition.
- 2005 : exposition personnelle à L'atelier André Girard rue Campagne Première à Paris.
- Grande rétrospective de son œuvre à la Bibliothèque du Centre Pompidou du 18 juin au 29 septembre 2008 : Les univers de Jean Gourmelin Dessins.
- Exposé du 12 juin au 12 septembre 2010 avec une vingtaine de créateurs contemporains en dessin pour un hommage au dessinateur Alfred Kubin (1877 - 1959), au centre d'art de l'abbaye d'Auberive.
- La Ville de Vendôme lui a rendu hommage lors d'une grande exposition à la Chapelle Saint-Jacques du 14 au 25 septembre 2011.
- La Ville de Meudon et la critique d'art Charlotte Waligora ont organisé une exposition rétrospective du 18 avril au 19 mai 2013 au Centre d'art et de culture de Meudon.
- En juin 2016, participation à l'exposition-colloque Un autre monde dans notre monde à la Galerie du Jour Agnès B, au Centre Wallonie Bruxelles et à la Maison de la Poésie à Paris, sur le Réalisme fantastique.
- Du 15 juin au 8 juillet 2018 : exposition collective de dessins de presse à la galerie Artmouvances à Montfort l'Amaury.
- 2019 : exposition collective au FRAC de Marseille coproduite par le Fonds de dotation agnès b. et le Frac Provence-Alpes-Côte d’Azur, en partenariat avec le Frac Grand Large - Hauts-de-France Un autre monde dans notre monde, troisième édition de l'évocation contemporaine du réalisme fantastique présentée par Jean-François Sanz.

## Honneurs
- Grand Prix de l'humour noir, en 1969.